# Майсеня Анатолій Йосипович
Анато́лій Йо́сипович Майсеня (біл. Анатоль Іосіфавіч Майсеня; нар.4 січня 1959 — пом.12 листопада 1996) — білоруській журналіст і політолог, кандидат філософських наук.

## Біографія
Закінчив Мінський державний інститут іноземних мов і аспірантуру Інституту философії та права Академіі наук Білорусі.
У 1986 році успішно захистив кандидатську дисертацію «Неоконсерватизм как отражение кризиса современного буржуазного политического сознания в США».
Від жовтня 1992 року — президент Національного центру стратегічних ініціатив «Схід—Захід».
Загинув 12 листопада 1996 року в зіткненні з вантажівкою «Газ-53», повертаючися з конференції в Італії на власному автомобілі. За офіційною версією слідства, Майсеня «не впорався з керуванням автомобілем» та був визнаний винним у аварії. 
Проте це не єдина версія його загибелі.